# کن چو
کندی چو (انگلیسی: Kennedy Chu; چینی سنتی: 朱孝天; پین‌یین: Zhū Xiàotiān; زادهٔ ۱۵ ژانویه ۱۹۷۹) خواننده و بازیگر اهل تایوان است. او عضو گروه پسرانه تایوانی اف فور بوده است. او به عنوان خواننده انفرادی دو آلبوم استودیویی به نام‌های اولین و دومین منتشر کرده است. او در فیلم دادگاه توکیو (۲۰۱۶) ایفای نقش کرده است.